# Каддафи, Саиф аль-Ислам
Саи́ф аль-Исла́м Кадда́фи (араб. سيف الإسلام معمر القذافي‎; род. 25 июня 1972, Триполи) — ливийский инженер и политический деятель. Второй сын Муаммара Каддафи. Доктор философии (PhD).

## Биография
Саиф аль-Ислам Каддафи родился в 1972 году в Триполи. Среднее образование было получено в Ливии и Швейцарии. В 1995 году окончил Университет Аль-Фатех.
В том же году британское The Telegraph обвинило сына М. Каддафи в отмывании денег. В ответ на это был подан иск в суд на издание, в результате чего The Telegraph было вынуждено принести официальные извинения и признать ложность своих обвинений.
В 1997 году был инициатором создания «Международного фонда сотрудничества в области благотворительности Каддафи».
Выступал за проведение либеральных реформ в стране. В качестве главы благотворительного фонда вёл переговоры с афганскими талибами и филиппинскими повстанцами об освобождении западных заложников. В 2003 году активно участвовал в переговорах, результатом которых стало возобновление торговых отношений с Великобританией.
Окончил Лондонскую школу экономики и политических наук. В 2008 году ему была присуждена степень доктора наук Лондонской школой экономики, за диссертацию на тему «Роль гражданского общества в демократизации институтов глобального управления: от „мягкой силы“ к коллективному принятию решений?».
В том же году заявил о своём уходе из политики.
В 2010 году Саиф аль-Ислам принимал активное участие в ослаблении блокады сектора Газа. После чего благотворительный фонд, возглавляемый Саифом, выделил $50 млн на восстановление Газы.

## Роль в гражданской войне
В середине марта 2011 года в связи с официальным признанием со стороны Франции ливийской оппозиции Саиф аль-Ислам в интервью «Евроньюс» потребовал от французского президента Саркози вернуть деньги, которые Ливия, по его словам, предоставила последнему для финансирования избирательной кампании. В скором времени он обещал обнародовать доказательства — банковские счета, документы, банковские переводы.
В августе 2011 года Омар бен Шатван, занимавший пост министра энергетики Ливии в 2004—2006 годах, обвинил Саифа аль-Ислама в том, что тот похитил от $200 до $250 млрд, не приводя каких-либо доказательств.
Во время боёв за Триполи Саиф аль-Ислам Каддафи появился возле одной из гостиниц с целью доказать, что не был захвачен, тем самым опровергая распространённую накануне информацию о его аресте. После взятия Триполи повстанцами следы Саифа теряются, однако появляется неподтверждённая информация очевидцев, согласно которой Саифа аль-Ислама видели в городе Бени-Валид, где он участвовал в похоронах Хамиса Каддафи, который, как позже подтвердили СМИ сторонников Каддафи (сирийский телеканал Эр-Рай), был убит во время битвы за Тархуну 29 августа.

## После гибели Муаммара Каддафи
После взятия Бени-Валида войсками Переходного ливийского правительства 17 октября, очевидцы, находившиеся в Бени-Валиде, сообщили, что видели Саифа аль-Ислама в городе за несколько дней до того, как его заняли революционеры. Другие очевидцы сообщали, якобы за два дня до этого его видели в одном из посёлков вблизи Бени-Валида.
После гибели Муаммара Каддафи и его сына Муттазима 20 октября, появилась неподтверждённая информация о том, что Саиф аль-Ислам также был захвачен вблизи Сирта, однако она не получила подтверждение. Сразу возникло ещё несколько версий, согласно которым Саиф был либо убит, либо бежал в Нигер. Ни одна из версий подтверждения не получила.
21 октября, на следующий день после взятия Сирта, телеканал Аль-Арабия сообщил о возможной поимке Саифа аль-Ислама Каддафи в Злитене, при этом сообщив, что тот был ранен. Хотя представители местной власти в Злитене, к которым обратились за информацией журналисты, эту информацию не подтвердили.
С 23 октября Саиф аль-Ислам возглавил силы сопротивления Переходному национальному совету Ливии, поклявшись отомстить за смерть своего отца. «Мы продолжаем сопротивление. Я нахожусь в Ливии, я жив, свободен и намерен сражаться до конца и мстить», — заявил Саиф аль-Ислам в обращении к своим сторонникам, переданном телеканалом «Ар-Рай», вещающим из Сирии.
По другой информации, Саиф аль-Ислам мог находиться в Судане. Так, 24 октября в суданских СМИ появилась информация, что Саиф аль-Ислам Каддафи бежал в мятежную суданскую провинцию Дарфур. Там, по данным суданской газеты Аль-Интибаха, он получил убежище у дарфурских повстанцев группировки «Движение за справедливость и равенство», лидера которой — Халиля Ибрагима — связывала давняя дружба с Муаммаром Каддафи.

### Арест
19 ноября 2011 года телеканал «Аль-Джазира» сообщил, что Саиф аль-Ислам Каддафи схвачен силами ПНС на юге Ливии.
Затем Саиф аль-Ислам Каддафи находился в заключении у бывших повстанцев из группировки «Абу Бакр ас-Сиддик» в тюрьме города Зинтан на северо-западе страны. Ливийские власти заявляли о намерении перевести его в Триполи, где специально для этого создавались новые тюрьма и суд.
Во второй половине апреля 2012 года появилось сообщение от агентства Марван Трабелси. Согласно ему, Саиф-аль Ислам бежал из тюрьмы Зинтана. По информации, прошедшей на телеканале RT, Саиф аль-Ислам 4 июня, возможно, бежал в Нигер или на Кипр через международный аэропорт Триполи после захвата его бригадой Тархуны.
Саифа аль-Ислама Каддафи планировалось судить в сентябре 2012 года в Ливии без участия МУС. Как сообщил генпрокурор Ливии, судебный процесс пройдёт в Зинтане. Однако, в середине сентября стало известно, что суд над Саифом откладывается не менее, чем на 5 месяцев. Генеральная прокуратура Ливии объяснила полугодовую задержку начала процесса «возвращением в Ливию Сенусси», которого необходимо допросить.
5 января 2013 года министр юстиции Ливии Салех Элмир Гани заявил, что суд над Саифом состоится в течение ближайшего месяца. В то же время боевики Зинтана угрожали ливийским властям освободить его. В середине января проправительственный источник Libya Herald высказал опасения, что суд над сыном Каддафи не начнётся до тех пор, пока Зинтан не согласится его выдать. Этим же источник обосновывал то, что в 2012 году все сообщения властей на счёт суда оказывались ложными.
28 января 2013 года было заявлено, что суд на Саифом аль-Исламом должен начаться в течение ближайших 2 недель.
28 июля 2015 года в СМИ появилась информация о том, что суд Ливии приговорил Саиф аль-Ислама к смертной казни по обвинению в «военных преступлениях, совершенных во время революции 2011 года в Ливии».
6 ноября 2015 года прокурор Международного уголовного суда Фату Бенсуда, сообщила Совету Безопасности о том, что ливийские боевики отказываются передать Саифа аль-Ислама в руки МУСа. Она также сообщила о применении боевиками в отношение Каддафи пыток и издевательств. Она напомнила, что летом этого года суд в Триполи приговорил сына бывшего лидера Ливии, а также главу разведки Каддафи Абдаллу Сенусси наряду с ещё многими осуждёнными к смертной казни. «Я и мои сотрудники крайне обеспокоены видео, на котором засняты акты пыток в отношении Саифа аль-Ислама Каддафи в тюрьме Аль-Хадба, которое появилось в Интернете. Поступают сведения о пытках и бесчеловечном обращении с бывшим главой разведки», — рассказала прокурор. Она призвала ливийские власти осудить такие преступные акты и наказать лиц, виновных в их совершении. Главный обвинитель вновь призвала ливийские власти сделать все для предотвращения казни Саифа аль-Ислама Каддафи.
26 мая 2016 года МУС сообщил, что Саиф аль-Ислам до сих пор не передан в руки правосудия. Прокурор МУСа Фату Бенсуда направила командиру батальона в городе Зинтан ордер на выдачу Каддафи. Однако ответа пока не поступало.

### Освобождение
6 июля 2016 года адвокат Саифа Каддафи Карим Хан сообщил, что его подзащитный был освобождён ещё 12 апреля 2016 года по объявленной правительством в Тобруке амнистии. За два дня до данного события министр юстиции из правительства в Триполи Мабрук Гурейра подписал указ, предписывающий Суду Зинтана освободить Саифа аль-Ислама. При том, что в июле 2015 года Апелляционная палата суда в Триполи заочно приговорила его к расстрелу. Однако зинтанские бригады, удерживавшие подсудимого, отказались выполнять данный приговор. Также юристы своего клиента отправили ходатайство в МУС о прекращении преследования Каддафи, так как за одно и то же преступление нельзя судить дважды.
20 апреля 2017 года Европейский координатор Международного революционного комитета Франк Пучаррелли заявил в интервью, что Саиф аль-Ислам Каддафи назначен Высоким советом ливийских племён главой Временного правительства в изгнании.
В июне 2017 года группировка «Абу Бакр ас-Сиддик» сообщила, что Саиф-аль-Ислам Каддафи был выпущен на свободу по всеобщей амнистии, принятой Палатой представителей Ливии в июле 2015 года. Он покинул место заключения в городе Зинтан и отправился в город Эль-Байда. 11 июня и. о. генпрокурора Ливии Ибрагим Масуд заявил, что считает неправомерным освобождение Саифа аль-Ислама, поскольку он осуждён, подлежит аресту и должен предстать перед судом. С критикой выступил и парламентский комитет по обороне и национальной безопасности, напомнив о «недопустимости освобождения функционеров прежнего режима до вынесения внятных вердиктов или оправдательных приговоров в отношении них». Официальный представитель Ливийской национальной армии (ЛНА) полковник Ахмед аль-Мисмари заявил, что Саиф аль-Ислам не будет играть никакой роли в современной Ливии, однако его освобождение обостряет политический кризис в стране. Однако командующий ливийской национальной армией Халифа Хафтар сказал, что не возражает против участия сына бывшего лидера Ливии в политической жизни страны.
В декабре 2017 года пресс-секретарь семьи Каддафи Басема аль-Хашими ас-Соуль заявил, что Саиф аль-Ислам намерен баллотироваться в президенты страны. Председатель Верховной национальной избирательной комиссии Ливии Имад ас-Сайех, комментируя данный вопрос, отметил, что согласно плану ООН все ливийцы имеют право участвовать в выборах, в том числе лица бывшего правящего режима.

### Участие в президентских выборах
19 марта 2018 года Саиф аль-Ислам, находясь в Тунисе, выдвинул свою кандидатуру на выборы главы государства, которые были намечены на декабрь 2018 года.
24 декабря 2018 года Bloomberg сообщил, что Саиф аль-Ислам Каддафи обратился к президенту РФ Владимиру Путину и рассчитывает на поддержку его кандидатуры со стороны России (как в Кремле, так и в МИД России эту информацию никогда не подтверждали).
Выборы перенесли на весну 2019 года, но из-за наступления сил Халифы Хафтара на Триполи, в итоге они были перенесены на неопределённый срок.
По данным Генеральной прокуратуры ПНС на июль 2019 года Саиф аль-Ислам Каддафи проживал в одном из домов ливийского города Зинтан, который находится под контролем Ливийской национальной армии, верной восточному правительству Тобрука.
12 августа 2021 года ливийская прокуратура, представляющая правительство в Триполи, выдала ордер на арест Саифа Каддафи в связи с его предполагаемыми связями с российскими наемниками из «группы Вагнера».
14 ноября 2021 года стало известно, что Саиф-аль-Ислам зарегистрировал свою кандидатуру на президентских выборах, которые должны были состояться в конце декабря.